# Cranioleuca subcristata
A Cranioleuca subcristata a madarak (Aves) osztályának verébalakúak (Passeriformes) rendjébe és a fazekasmadár-félék (Furnariidae) családjába tartozó faj.

## Rendszerezése
A fajt Philip Lutley Sclater angol ornitológus írta le 1874-ben, a Synallaxis nembe Synallaxis subcristata néven.

## Alfajai
- Cranioleuca subcristata fuscivertex Phelps & Phelps, 1955
- Cranioleuca subcristata subcristata (P. L. Sclater, 1874)[2]

## Előfordulása
Dél-Amerika északi részén, Kolumbia és Venezuela területén honos. Természetes élőhelyei a szubtrópusi és trópusi síkvidéki és hegyi esőerdők, valamint ültetvények. Állandó nem vonuló faj.

## Megjelenése
Testhossza 15 centiméter.

## Életmódja
Ízeltlábúakkal táplálkozik.

## Természetvédelmi helyzete
Az elterjedési területe nagyon nagy, egyedszáma pedig stabil. A Természetvédelmi Világszövetség Vörös listáján nem fenyegetett fajként szerepel.